# Francesco Traini
Francesco Traini  est un peintre italien du XIVe siècle actif de 1321 à env. 1365 à Pise et à Bologne.

## Œuvres
Vasari écrit dans le Vite que Traini est un adepte de Andrea Orcagna. Une seule œuvre de Traini est connue (signée et datée) c'est le polyptyque de l'église pisane S. Caterina, montrant saint Dominique et huit scènes hagiographiques (maintenant au Musée National, Pise) (1345).
La plupart des chercheurs lui attribuent une grande partie des fresques du Camposanto Monumentale à Pise, y compris le Jugement Dernier, l'Enfer, les Légendes des ermites et le célèbre Trionfo della morte (le Triomphe de la Mort). D'autres chercheurs attribuent cette dernière œuvre à Buonamico Buffalmacco.
Le Trionfo della Morte (après 1350) est considéré comme l'un des plus belles et puissantes œuvres d'art du Trecento car il affiche l'omniprésence de la mort. C'est l'équivalent des peintures contemporaines d'Allemagne, correspondant à une réaction aux horreurs de la mort noire à la fin de 1340.
Les fresques du Camposanto ont été malheureusement gravement endommagées ou détruites par des raids aériens alliés perpétrés durant la Seconde Guerre mondiale.
De lui, une  Sainte Catherine d'Alexandrie, peinture  à tempera et or sur panneau, datée vers 1330 d'une hauteur de 142cm sur 58cm de large qui fait partie de la collection privée Alana à Newark aux USA